# Erdafitinib
Erdafitinib es un medicamento que actúa como inhibidor de FGFR (receptor del factor de crecimiento de fibroblastos) y se emplea en el tratamiento de determinados tipos de cáncer. En abril de 2019, recibió la aprobación de la FDA de Estados Unidos para el tratamiento de aquellos casos de cáncer de vejiga urinaria localmente avanzado o con metástasis que muestren progresión a pesar de recibir tratamiento con cisplatino o derivados y tengan una mutación del gen FGFR.

## Mecanismo de acción
La célula cancerosa utiliza diferentes receptores para mantener su crecimiento. Entre ellos se ha identificado el FGFR que se une al FGF (factor de crecimiento de fibroblastos), Los receptores del factor de crecimiento de fibroblastos situados en las células cancerosas de la vejiga pueden actuar favoreciendo el crecimiento y multiplicación de estas células malignas. En determinados pacientes afectados de cáncer de vejiga, existen alteraciones en estos receptores que provocan un desarrollo del proceso canceroso acelerado. El erdafitinib bloquea el receptor FGRF y como consecuencia puede aumentar la esperanza de vida en este grupo de pacientes.

## Efectos secundarios
Se han detectado diversos efectos secundarios provocados por el fármaco, entre ellos disminución de agudeza visual por daños en la retina, incremento en los niveles de fosfato en sangre, estomatitis, cansancio, diarrea, incremento en los niveles de creatinina en sangre, hiponatremia y elevación de transaminasas y fosfatasa alcalina en sangre.